# Másodperc
A másodperc (szekundum) SI-alapegység, az idő mértékegysége, jele: s. (Nem szabványos, de használják még a sec és – magyar szövegben – az mp rövidítést is). Hivatalos definíciója: A másodperc az alapállapotú 133Cs atom két hiperfinom energiaszintje közötti átmenetnek megfelelő sugárzás 9 192 631 770 periódusának időtartama.
A másodperc a metrikus időszámítás alapegysége. A másodperc 60-szorosa a perc, 3600-szorosa az óra, a 86 400-szorosa a nap.

## Történet

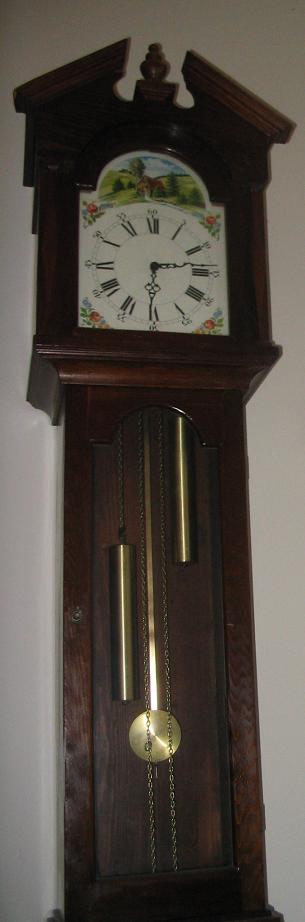
Hosszabbított ingájú óra, amelynek lengésideje két másodperc

Az anker és a horony szerepe ingaóránál
William Clement találmánya. Az animáció a képre kattintással elindul

A finomabb időbeosztás kialakulása párhuzamosan folyt a naptár fejlődésével. Miután két szívdobbanás közt eltelt idő nagyjából az a legrövidebb tartam, amit az ember minden segédeszköz nélkül érzékelni tud, érthető, hogy művelődésünk kezdetén általában pulzusa segítségével igyekezett az események lefolyásának ütemét, hosszát becsülni, és alapvető időegységként is ezt választotta. Így alakult ki a másodperc mint mérték.
Az óra, perc és másodperc hatvanas váltószáma babilóniai örökség. A sumerek, akik az évet elsőként osztották fel, a nap egységekre osztásában is elsők voltak, sőt azonos elvet alkalmaztak. Ahogyan az évük 12 harmincnapos hónapra oszlott, úgy napjuk 12 kettős órából állott, és azok mindegyikét még további harminc részre osztották.
Az egyiptomiak szintén változó hosszúságú időmértéket alkalmaztak. A nappalt és az éjszakát egyaránt 12-12 részre osztották, tekintet nélkül e napszakok periodikusan változó hosszára. Az egyiptomi csillagászok feladatai közé tartozott a dekanok, azaz olyan csillagcsoportok megfigyelése, amelyek felkelésükkel az egyes éjszakai órák kezdetét hírül hozták.
Az időszámítás és a vallás összefonódása különösen magas fokot ért el a majáknál, akiknek a kultúrájában az időmérés és naptárkészítés problémája különleges, központi helyet foglalt el.
A babilóniaiak időszámítási rendszere nyomán – mint részben már láttuk – az óra a nap 1⁄24 része, a perc az óra 1⁄60-a, a másodperc pedig a perc 1⁄60-a.
A másodpercet régebben a Föld forgásából származtatták: eszerint a másodperc a szoláris középnap 1/86 400-ad része. A szoláris középnap a két delelés között eltelt idő. A delelés időpontja (a napóra) alapján meghatározott idő pontossága +16,2 és −14,2 perc között ingadozik novembertől februárig.
A pontosabb időmérő műszerek megjelenésével sikerült kimutatni, hogy a Föld tengely körüli forgása korántsem olyan egyenletes, mint azt odáig hitték, hanem az év folyamán ingadozik, és végeredményben, noha csak nagyon kis mértékben, de lassul. Mivel kimutatták azt is, hogy a Föld Nap körüli keringésének ideje összehasonlíthatatlanul kisebb eltéréseket mutat, mint a tengely körüli forgásideje, ezért a Nemzetközi Csillagászati Unió (International Astronomical Union – IAU, Union de International Astronomique – UAI) 1956-ban javaslatot tett a másodperc pontosítására.

### A másodperc származása
Az órákon kezdetben csak óramutató volt. A mutató neve angolul watch-hand. Huygens és mások munkája (hajszálrugó és ingaóra) tette lehetővé, hogy megbízható percmutatója is legyen az óráknak. Ettől kezdve két nevet kellett használni: az óramutató a clock-hand, a percmutató a minute-hand nevet kapta.
Egy londoni órásmester, William Clement, 1680 körül feltalálta az ankert (a gátlószerkezetet). Ettől kezdve másodpercmutatót is lehetett használni. Ennek neve second-minute-hand (második percmutató). Neve később rövidült second-hand-re. A másodperc elnevezés ennek értelmében a second („a második”) szóból származik, végső soron a latin secundus származéka. A görög név ennek tükörfordítása: δευτερόλεπτο (második perc).

## Hitelesítés
A Nemzetközi Súly- és Mértékügyi Hivatal (Bureau International des Poids et Mesures, BIPM) az efemerisz idő egységét (efemerisz másodperc) a következőképpen definiálta 1956 októberében:
"A másodperc az 1900. év január 1. 0 óra efemerisz időhöz tartozó tropikus év 1/31 556 925,9747-ed része."
(A csillagászati időszámítás a ténylegesen eltelt időt rögzíti. Ezért itt a hónapok 0-val kezdődnek, és elsejét csak 24 óra elteltével írunk. A 12 óra eltérést az okozza, hogy az időszámítás fordulópontja éjfél, viszont a csillagászok a delelés időtartamát tekintik kezdőpontnak. 1900. január 0-a 12 óra tehát polgári időszámítás szerint 1900. január 1-je 0 óra.)
(Tropikus éven azt az időtartamot értjük, ami alatt a Nap látszólagos évi mozgásának pályáján (az Ekliptikán) tavaszponttól tavaszpontig halad. Itt az égi Egyenlítőt délről északi irányba haladva metszi.)
E szabvány tehát a másodpercet mint a Föld meghatározott dátumhoz tartozó keringési idejének adott hányadát értelmezi. Definíció szerint 1900. január 0-án 12 óra efemerisz időben abban a pillanatban volt, amikor a Nap ekliptikai hosszúsága abban az évben 279° 41'48,05"-et tett ki. A fenti meghatározást a Nemzetközi Csillagászati Unió (IAU) 1958-ban fogadta el.
1960-ban bevezették az efemerisz másodpercet, amelyet a tropikus év hosszából származtattak.
Ez az időszámítás már pontosabb. A Föld Nap körüli pályáján +0,03 és -0,03 másodpercet tér el az egyenletesen múló időhöz képest; májusban siet, októberben késik.
A tudományos igények növekedése szükségessé tette a másodperc fogalmának az eddigieknél nagyobb pontosságú és a csillagászati jelenségektől független meghatározását. Így jött létre a 13. Általános Súly- és Mértékügyi Konferencia (Conférence Générale des Poids et Mesures – CGPM) 1967-ben hozott döntése értelmében az a meghatározás, hogy:
A másodperc az alapállapotú 133Cs atom két hiperfinom energiaszintje közötti átmenetnek megfelelő sugárzás 9 192 631 770 periódusának időtartama.
1987-ben a 18. Általános Súly- és Mértékügyi Értekezleten kiegészítették azzal, hogy a céziumatomnak nyugalmi állapotban kell lennie és mindenféle mágneses és elektromos zavarást ki kell szűrni.
1997-ben még egy kiegészítés történt, mely szerint a céziumatomnak nyugalomban, 0 kelvinen kell lennie a méréskor.

## Törtrészei
| Jele | Elnevezése                           | Értéke tizedestörttel       | Értéke normálalakú számmal |
| ---- | ------------------------------------ | --------------------------- | -------------------------- |
| –    | tizedmásodperc                       | 0,1 s                       | 10−1 s                     |
| –    | századmásodperc                      | 0,01 s                      | 10−2 s                     |
| ms   | milliszekundum (ezredmásodperc)      | 0,001 s                     | 10−3 s                     |
| μs   | mikroszekundum (milliomod másodperc) | 0,000 001 s                 | 10−6 s                     |
| ns   | nanoszekundum                        | 0,000 000 001 s             | 10−9 s                     |
| ps   | pikoszekundum                        | 0,000 000 000 001 s         | 10−12 s                    |
| fs   | femtoszekundum                       | 0,000 000 000 000 001 s     | 10−15 s                    |
| as   | attoszekundum                        | 0,000 000 000 000 000 001 s | 10−18 s                    |

## A másodpercen alapuló származtatott mértékegységek

### Külön névvel rendelkező SI-mértékegységek
| Mennyiség                 | Mértékegység | Mértékegység | Mértékegység | Mértékegység          | Mértékegység            |
| Mennyiség                 | neve         | jele         | értelmezése  | az SI alapegységekkel | „névadója”              |
| ------------------------- | ------------ | ------------ | ------------ | --------------------- | ----------------------- |
| Frekvencia                | hertz        | Hz           | Hz = 1/s     | s−1                   | Heinrich Hertz          |
| Aktivitás                 | becquerel    | Bq           | Bq = 1/s     | s−1                   | Henri Becquerel         |
| Elektromos töltés         | coulomb      | C            | C = A·s      | A·s                   | Charles Coulomb         |
| Erő                       | newton       | N            | N = kg·m/s²  | kg·m·s−2              | Isaac Newton            |
| Nyomás                    | pascal       | Pa           | Pa = N/m²    | kg·m−1·s−2            | Blaise Pascal           |
| Energia, munka, hő        | joule        | J            | J = N·m      | kg·m²·s−2             | James Prescott Joule    |
| Teljesítmény              | watt         | W            | W = J/s      | kg·m²·s−3             | James Watt              |
| Elnyelt sugárdózis        | gray         | Gy           | Gy = J/kg    | m²·s−2                | Louis Harold Gray       |
| Dózisegyenérték           | sievert      | Sv           | Sv = J/kg    | m²·s−2                | Rolf Maximilian Sievert |
| Elektromos feszültség     | volt         | V            | V = J/C      | kg·m²·s−3·A−1         | Alessandro Volta        |
| Elektromos kapacitás      | farad        | F            | F = C/V      | kg−1·m−2·s4·A²        | Michael Faraday         |
| Elektromos ellenállás     | ohm          | Ω            | Ω = V/A      | kg·m²·s−3·A−2         | Georg Simon Ohm         |
| Elektromos vezetőképesség | siemens      | S            | S = A/V      | kg−1·m−2·s3·A²        | Werner von Siemens      |
| Mágneses fluxus           | weber        | Wb           | Wb = V·s     | kg·m²·s−2·A−1         | Wilhelm Eduard Weber    |
| Mágneses indukció         | tesla        | T            | T = Wb/m²    | kg·s−2·A−1            | Nikola Tesla            |
| Induktivitás              | henry        | H            | H = Wb/A     | kg·m²·s−2·A−2         | Joseph Henry            |
| Katalitikus aktivitás     | katal        | kat          | kat = mol/s  | mol·s−1               | –                       |

### Külön névvel nem rendelkező SI-mértékegységek (válogatás)
| Mennyiség               | Mértékegység                                  | Mértékegység | Mértékegység          |
| Mennyiség               | neve                                          | jele         | az SI alapegységekkel |
| ----------------------- | --------------------------------------------- | ------------ | --------------------- |
| Sebesség                | méter per másodperc                           | m/s          | m·s−1                 |
| Szögsebesség            | radián per másodperc                          | rad/s        | s−1                   |
| Gyorsulás               | méter per másodperc a négyzeten               | m/s²         | m·s−2                 |
| Szöggyorsulás           | radián per másodperc a négyzeten              | rad/s²       | s−2                   |
| Lendület                | kilogrammszor méter per másodperc             | kg·m/s       | kg·m·s−1              |
| Perdület                | kilogrammszor méter a négyzeten per másodperc | kg·m²/s      | kg·m²·s−1             |
| Vízhozam                | köbméter per másodperc                        | m3/s         | m3·s−1                |
| Dinamikai viszkozitás   | pascalszor másodperc                          | Pa·s         | kg·m−1·s−1            |
| Kinematikai viszkozitás | négyzetméter per másodperc                    | m²/s         | m²·s−1                |

### Nem SI-mértékegységek (válogatás)
| Mennyiség             | Mértékegység                          | Mértékegység | Mértékegység        |
| Mennyiség             | neve                                  | jele         | angolszász jelölése |
| --------------------- | ------------------------------------- | ------------ | ------------------- |
| Adatátviteli sebesség | bit per másodperc (bits per second)   | bit/s        | bps                 |
| Képváltási gyakoriság | kép per másodperc (frames per second) | 1/s          | fps                 |